# Zeuxis (metge)
Zeuxis (en llatí Zeuxis, en grec antic Ζεῦξις) va ser un metge grec. Era contemporani d'Estrabó, a la segona meitat del segle i. Encapçalà la famosa escola de medicina d'Heròfil de Calcedònia de Men-Carus a Frígia entre Laodicea i Carura, càrrec en el qual va ser succeït per Alexandre Filaletes.